# 烟郊行宫
烟郊行宫，位于河北省廊坊市三河市燕郊镇行宫村，是清朝所建的皇家行宫。

## 简介
烟郊行宫是清朝皇帝、后妃、王公贝勒、文武官员出北京东巡、谒东陵及盛京北陵时驻跸的首座行宫。乾隆帝就曾多次驻跸烟郊行宫。康熙九年（1670年）到道光九年（1829年），皇帝共11次东巡，除四次出北京向北出古北口，经内蒙古到盛京外，其他7次均出北京经通州，住跸烟郊行宫。
烟郊行宫也是皇帝谒东陵时驻跸之所。《畿辅通志》卷十五记载，清朝皇帝、后妃谒东陵时，自北京紫禁城出发后，“沿途以驻跸行宫之所凡四”，即烟郊行宫、白涧行宫、桃花寺行宫、隆福寺行宫。烟郊行宫是到东陵之前的第一处行宫，也是谒陵毕后还京的最后一处行宫。
烟郊行宫仿北京紫禁城兴建，中轴线上自南至北建有三座大殿，使用汉白玉和黄琉璃瓦。宫门外东、西两侧各有一口水井，深达七丈五尺，井水清甜，当地人称两井为“龙眼” 。行宫西北角有座五层的眺远楼。
《日下旧闻考》卷一百十一《京畿三河县》记载：

増：烟郊行宫，乾隆二十年建。（《三河县志》）臣等谨按：烟郊行宫，建自康熙年间，乾隆二十年移建于旧址迤南。正殿外檐恭悬圣祖御书额曰：“虚明向远”，开殿内恭悬皇上御书额曰：“绿浄云畦”，联曰：“为元后则时天若，知小人依所逸无”，楼额曰“眺远楼”，曰“远含澄景”，联曰：“树色溪光成静赏，花香鸟语绝尘縁”，又曰：“目同碧宇朗无尽，心与白云散以闲”，卷房联曰：“春色昌昌有脚，化工荡荡无私。”佛室联曰：“慈慧显三千大化，圆通示不二法门。”皆御书。
増：乾隆十年御制烟郊行宫晩坐诗：春宵雪后寒，古月望前洁。雪月成双清，幽斋景殊绝。瓷檠焰花落，竹灶茶烟歇。托好有常因，即事惬静悦。去岁将今夕，不起心分别。
臣等谨按：烟郊行宫御制诗，恭载首见之篇，余不备录。

清朝灭亡后，烟郊行宫败落。看守烟郊行宫的清朝官兵就地务农，建起行宫村。1929年，烟郊行宫被拆毁，仅残留一些山石和瓦砾，以及两口水井（“龙眼”）。